# Oxyrhachis subjecta
Oxyrhachis subjecta är en insektsart som beskrevs av Walker. Oxyrhachis subjecta ingår i släktet Oxyrhachis och familjen hornstritar. Inga underarter finns listade i Catalogue of Life.